# Phytobia incerta
Phytobia incerta är en tvåvingeart som beskrevs av Spencer 1963. Phytobia incerta ingår i släktet Phytobia och familjen minerarflugor. Inga underarter finns listade i Catalogue of Life.